# Leopold Popper-Podhragy
Leopold Popper-Podhragy (* 17. September 1886 in Wien; † 17. Jänner 1986 ebendort) war ein österreichischer Privatbankier.

## Leben
Leopold wurde als erster Sohn des jüdischen Holzindustriellen Alexander Freiherr Popper von Podhragy und seiner französischen Frau und Opernsängerin Blanche Marchesi in Wien geboren und wohl in Erinnerung an seinen Großvater Leopold Freiherr Popper von Podhragy auf Leopold benannt.
1919 heiratete er die Operndiva Maria Jeritza.
1924 kaufte er mit seiner Frau Maria Jeritza den abgewirtschafteten Hatzlhof in Unternberg in St. Corona am Wechsel und ließ einen Maierhof erbauen und von 1924 bis 1926 das Schloss Unternberg errichten.

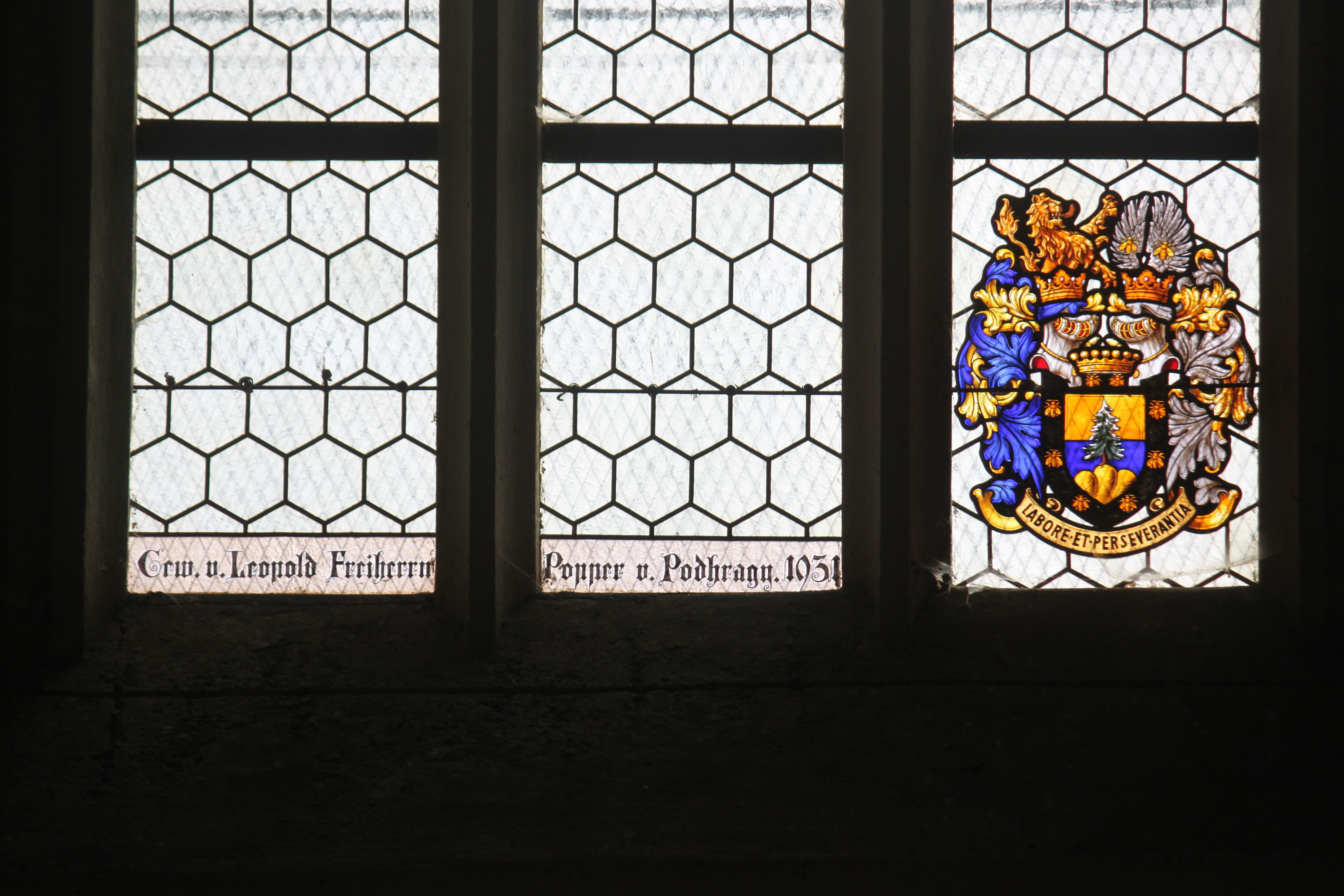
Glasfenster der Wolfgangskirche (Kirchberg am Wechsel) mit Nennung Leopold Freiherrn Popper von Podhragy. 1931, mit Wappen

Mit dem Anschluss Österreichs an Hitler-Deutschland wurde Leopold Popper-Podhragy als sogenannter Halbjude klassifiziert und mehrmals von der Gestapo verhaftet. Am 15. Juli 1939 gelang ihm die Flucht über Paris nach London. Er wurde in Abwesenheit zum Tode verurteilt und sein Besitz wurde großteils arisiert.
1951 kam Leopold Popper-Podhragy aus dem englischen Exil nach Österreich zurück. Von seinem einstigen Vermögen wurde ihm nur ein kleiner Teil zurückerstattet. Er heiratete ein zweites Mal Maria Bachner aus Neunkirchen.
Im Jahr 1983 verkaufte der 96-jährige Baron Schloss Unternberg und seinen gesamten Besitz in St. Corona am Wechsel und lebte nur mehr in Wien.
Er starb am 17. Jänner 1986 im 100. Lebensjahr.

## Auszeichnungen
- 1928 Ehrenbürger von St. Corona am Wechsel